# Симферополь-Пассажирский
Симферо́поль-Пассажи́рский (укр. Сімферополь-Пасажирський, крымскотат. Акъмесджит, Aqmescit) — железнодорожная станция Крымской железной дороги, расположенная в одноимённом городе в Крыму. Вокзал станции является главным железнодорожным вокзалом города.

## История

### Лозово-Севастопольская железная дорога
Отсутствие железной дороги в Крыму значительно осложняло участие Российской империи в Крымской войне, а после, — товарооборот и сдерживало развитие экономики Крыма и соседних регионов.

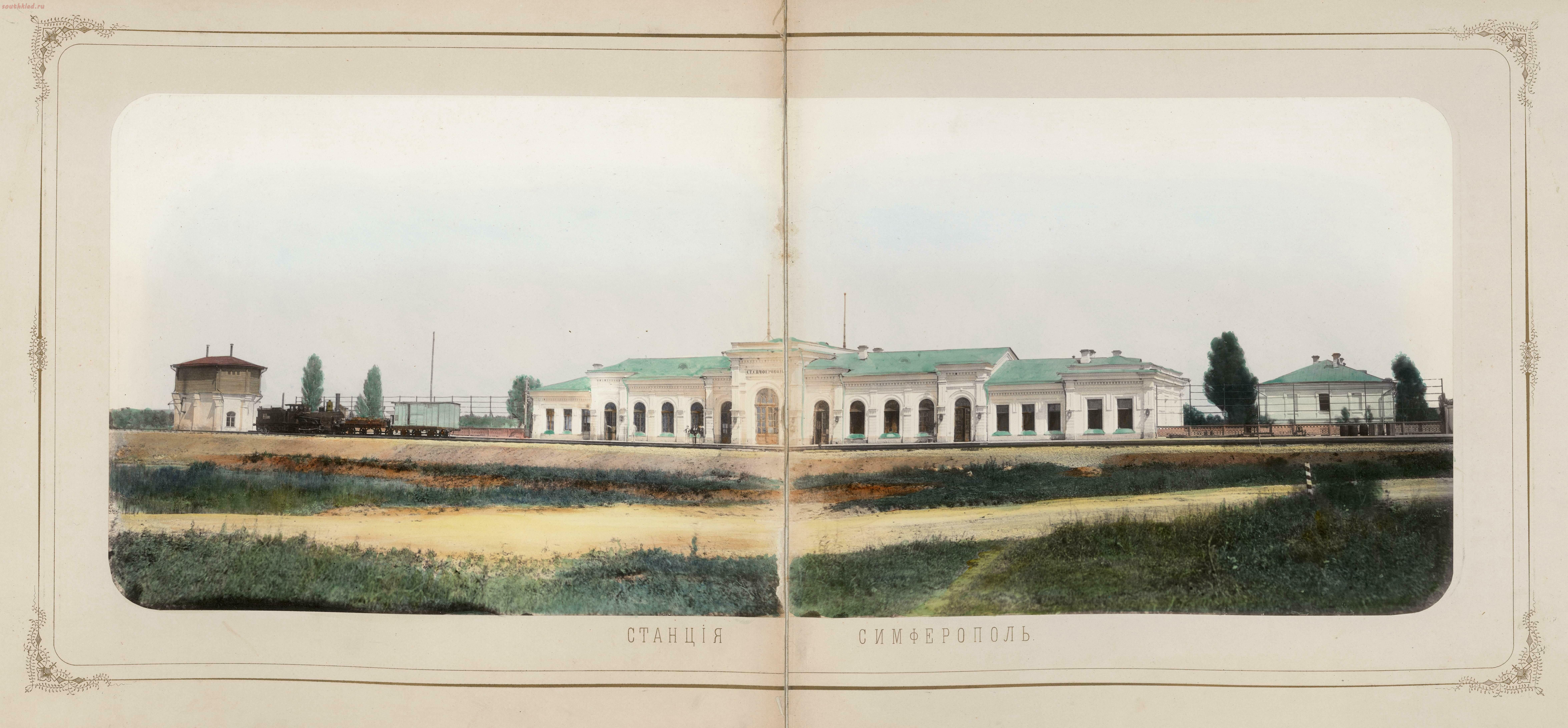
Станция Симферополь. «Альбом видов Лозово-Севастопольской железной дороги» издательства «Шерер, Набгольц и К°», около 1880 г.

Летом 1871 года развернулось строительство Лозово-Севастопольской железной дороги. За три года планировалось построить магистраль длиною 615 вёрст.
Работы велись одновременно на всей трассе. Низкооплачиваемый труд в тяжёлых условиях зимы и лета провоцировал борьбу за элементарные права. На стройке вспыхивали забастовки, крупнейшая из которых произошла в мае 1873 года на участке Симферополь — Севастополь.
Возле Симферополя стройка развернулась к осени 1872 года. Значение железной дороги для города было очевидно крупному капиталу в лице промышленников и купцов. И они приложили максимум усилий для изменения первоначального плана строительства дороги. Дорога должна была практически по прямой линии идти в Севастополь, пройдя примерно в 20 километрах к западу от Симферополя.

Власти и землевладельцы Симферополя бесплатно предоставили землю для железной дороги и станции с паровозным депо. В результате их усилий дорога отклонилась от первоначального плана и прошла по западной болотистой окраине Симферополя.

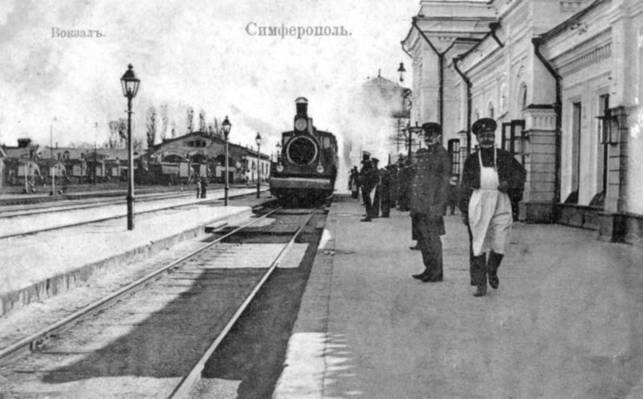
Вокзал станции Симферополь со стороны перронов, до 1896 года

Первый участок дороги: Лозовая — Александровск с веткой на Екатеринослав был сдан 15 ноября 1873 года, второй участок Александровск — Мелитополь открыт 23 июля 1874 года. 1 июня 1874 года на станцию Симферополь прибыл первый товарный поезд. 14 октября 1874 года был официально сдан в эксплуатацию участок Мелитополь — Симферополь (228 вёрст) Лозово-Севастопольской железной дороги. В этот день на станцию пришёл первый пассажирский поезд. Участок Симферополь — Севастополь (72 версты) строился до следующего 1875 года. 5 января дорога Лозовая-Симферополь вступила в строй.
Грузооборот железнодорожной станции Симферополь в 1909 году он составил почти 11 млн пудов различных грузов. Развитие промышленности в Крыму требовало ввоза нефти, каменного угля, железа, стали, жести, рельс, леса, строительного камня. Вывозилась из Крыма, главным образом, продукция сельского хозяйства: фрукты, овощи, табак, виноградное вино и известь.

### Значение железной дороги для города и полуострова
Появление современного транспорта и крупного промышленного предприятия привело к бурному развитию города. Город стал застраиваться в западном направлении от старой границы города (современная улица Толстого). У станции возникла самая большая рабочая слобода Симферополя — Железнодорожная. Это современный жилой массив к югу от бульвара Ленина, между ул. Павленко и железной дорогой.
Благодаря железной дороге появились настоящие промышленные предприятия, открыты огромные возможности использования местных ресурсов. Первыми такими предприятиями стали филиал московской кондитерской фабрики «Эйнемъ» и фабрика А. И. Абрикосова.

### В годы революций и Гражданской войны
В ночь с 17 на 18 января 1918 года со станции отправился поезд с карателями в революционный Севастополь, так началась Гражданская война в Крыму. Во время немецкой оккупации через вокзал немцы вывозили награбленное продовольствие и оборудование заводов. Чтобы найти железнодорожников для работы на станции и в депо, немцы устраивали облавы среди мужского населения Симферополя.
В конце 1919 года на станцию Симферополь прибыл «поезд смерти» с политическими заключёнными Харьковской тюрьмы. Из 1300 заключённых в живых осталось 60.

### Великая Отечественная война

Мемориальный знак в честь подпольной диверсионной группы железнодорожников В. К. Ефремова

Осенью 1941 года, по мере приближения немцев к Крыму, силами рабочих депо были изготовлены на разных железнодорожных станциях Крыма несколько бронепоездов, в том числе и на станции Симферополь. Это были паровозы с открытыми платформами, обшитые бронекорпусами из стальных листов. 31 октября 1941 года этот бронепоезд машинист Евгений Зубцов вёл из Симферополя, к которому уже подступал враг, на Севастополь. На перегоне Булганак — Альма (ныне Чистенькая — Почтовая) бронепоезд попал под сильный артиллерийский обстрел и был разбит. Машинист получил множественные ожоги и тяжёлое ранение. Зубцова похоронили местные жители у железнодорожного полотна. На месте его гибели железнодорожники Симферопольского локомотивного депо в 1954 году установили памятник. В 2020 году он был обновлён. Он расположен в лесополосе за Сулимкиной выемкой, вблизи села Левадки. Осколок металла от уничтоженного бронепоезда хранится в Музее железнодорожного транспорта в Симферополе вместе с фотографией патриота.
Ушёл в партизаны и погиб в бою вместе с 14-летним сыном Пётр Кириллович Ларионов, машинист, секретарь парторганизации депо.
Именами Зубцова и Ларионова названы улицы Симферополя.
На станции действовала подпольная группа под руководством Виктора Кирилловича Ефремова (1916—1944). До Великой Отечественной войны В. К. Ефремов работал заместителем начальника железнодорожной станции Симферополь. Составы с людьми и военными грузами он отправлял на Севастополь до последнего момента. Оккупанты расстреляли его жену, а ему предложили работать на рейх, сначала сцепщиком вагонов, а затем «русским начальником станции».
Вскоре В. К. Ефремов организовал подпольную группу, в которую вошли сцепщик вагонов И. Г. Левицкий, стрелочник В. Э. Лавриненко, переводчица (бывшая учительница железнодорожной школы) Н. С. Усова, кладовщик А. А. Брайер, секретарь Л. М. Терентьева (Ефремова), разнорабочий Н. Я. Соколов.
На станции Симферополь было совершено 17 диверсий, в результате которых взорвано 9 эшелонов с боеприпасами, два — с горючим, в общей сложности многие десятки вагонов с различными грузами. Под разными предлогами затягивался ремонт подвижного состава и путей. Портилось оборудование. Передавались разведданные о количестве и направлении перемещения грузов, техники и войск.
В начале марта 1944 года в подпольной организации начались провалы. 8 марта арестован В. К. Ефремов и члены его группы В. Э. Лавриненко и И. Г. Левицкий. А. А. Брайер, не желая сдаваться нацистам, бросился под поезд.
В 1972 году на здании нового вокзала был установлен мемориальный знак с барельефами В. К. Ефремова и членов его группы А. А. Брайера, В. Э. Лавриненко, И. Г. Левицкого, Н. Я. Соколова. Авторы памятника — скульпторы В. В. Петренко и Н. И. Петренко.

### В послевоенной УССР
Старый вокзал, как и сама станция были уничтожены при отступлении оккупантов в апреле 1944 года. 13 апреля был освобождён Симферополь, а уже 15 апреля симферопольцы вышли на субботник — необходимо было разбирать завалы, разминировать дома и улицы. Железнодорожники расчищали пути, ремонтировали депо, восстанавливали связь. В кратчайшие сроки в Крым были пущены поезда — была перешита колея, 24 апреля пришёл первый поезд.
Первые годы после освобождения на линии работали наспех восстановленные паровозы и вагоны. В 1950 году станция получила первые тепловозы и цельнометаллические вагоны. В 1970 году был электрифицирован участок Мелитополь — Симферополь, открыто движение электропоездов по данному маршруту. К 1975 году контактная сеть была доведена до Севастополя.
В 1951 году главным архитектурным украшением привокзальной площади стало здание вокзала, построенное по проекту архитектора А. Н. Душкина. Привокзальная площадь была значительно расширена.

### В независимой Украине
В 1999—2000 годах проведён первый капитальный ремонт после постройки нового здания вокзала в 1951 году. В сентябре 2010 года рядом планировалось строительство трёхэтажного пригородного вокзала. В 2012 году было завершено строительство платформ № 5 и № 6, предназначенных для приёма поездов пригородного сообщения. На платформе № 6 оборудованы турникеты и пункт наблюдения. 29 января 2013 года был открыт распределительный зал и павильон пригородных касс, на строительство которых было потрачено 34 млн гривен из средств Приднепровской железной дороги. В распределительном зале установлены эскалаторы, панорамные лифты-подъёмники для транспортировки лиц с ограниченными физическими возможностями. Внутри зала располагаются информационные табло, установлены освещение и камеры видеонаблюдения. В новом павильоне предварительных касс есть информационное табло, карта Крыма, скамейки.. Проект строительства трёхэтажного пригородного вокзала не был осуществлён.

### После аннексии Крыма Россией

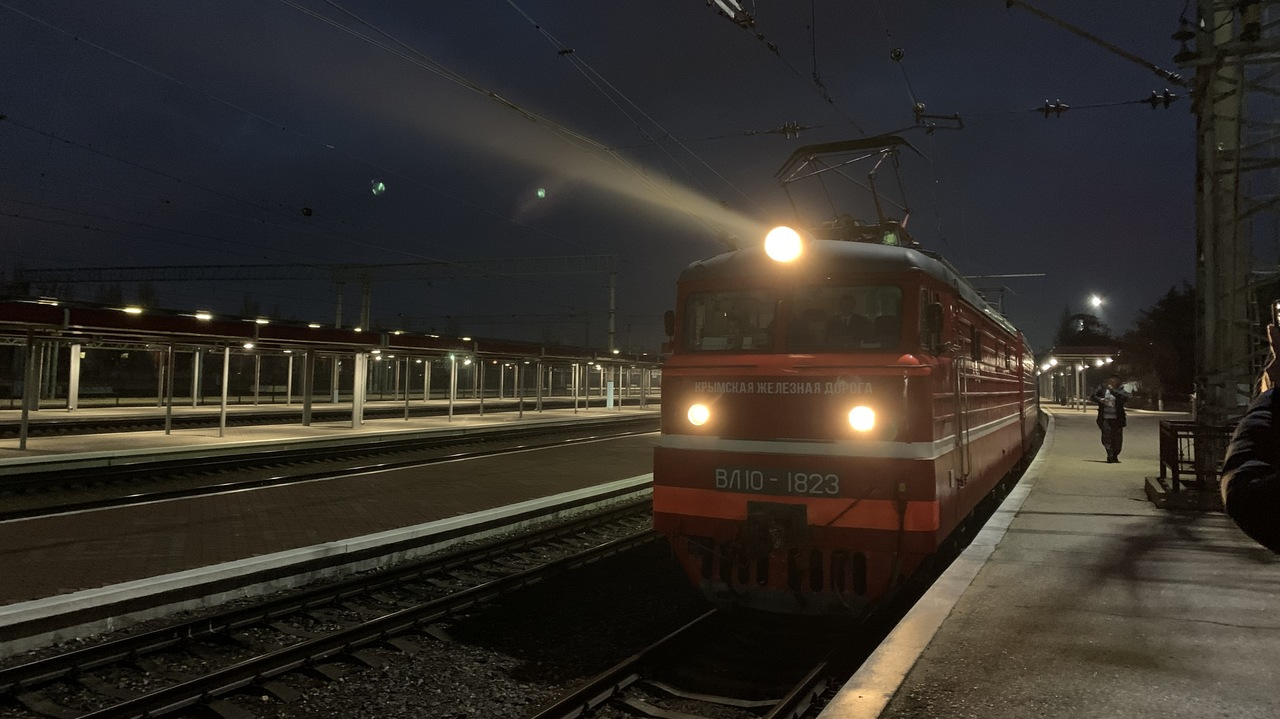
ВЛ10-1823 на станции Симферополь. 2019 г.

Часть локомотивов 2ТЭ116 и ЧС7 были переведены в Мелитополь. В результате весной 2014 года крымским железнодорожникам пришлось использовать для обеспечения пассажирского движения локомотивы ЧС2 выпуска начала 1960-х годов. 23 декабря власти Украины прекратили грузовое железнодорожное сообщение с Крымом, а 27 декабря — пассажирское. В 2014 году несколько месяцев действовал пассажирский поезд Москва — Симферополь, который шёл на полуостров через паромную переправу, от которого отказались в пользу перевозок по единому билету на автобусах от железнодорожных вокзалов Анапы и Краснодара. Пассажиропоток почти иссяк, железнодорожное сообщение велось только по региональными маршрутам.
Регулярное движение возобновились после строительства железнодорожного Крымского моста в декабре 2019 года. Вокзал Симферополя принимает поезда из Москвы и Санкт-Петербурга.

## Архитектурные решения
Современный вокзал — одна из главных архитектурных достопримечательностей столицы Крыма, построен по проекту известного советского архитектора А. Н. Душкина в 1951 году, реконструирован в 2000 году. В Российской Федерации, контролирующей спорную территорию Крыма, здание железнодорожного вокзала является  объектом культурного наследия Республики Крым регионального значения; на Украине, в пределах признанных большинством государств — членов ООН
 границ которой находится спорная территория, — памятником культурного наследия Автономной Республики Крым местного значения.

### Главное здание вокзала
Здание построено из белого инкерманского камня в послевоенном советском стиле «триумф». Стиль главного здания вокзала можно определить как итальянский: основное здание строилось в симметрической проекции, а по двум сторонам от него устроены две галереи, создающие пространство для внутреннего дворика. Над ним должны были соорудить прозрачную кровлю, который впоследствии планировалось перекрыть стеклянной крышей и создать там зимний сад, наподобие сада в Воронцовском дворце, но замысел архитектора не был реализован. Оформление внутреннего дворика напоминает Итальянский дворик Ливадийского дворца. На крыше вокзала находится постройка, выполненная в виде античного храма.

### Современное здание
Проект вокзала А. Н. Душкин разработал в 1945 году. В 1946 году началась стройка, немного севернее старого вокзала. Новое здание строилось с 1946 по 1951 годы. На открытие вокзала собрался весь город, присутствовал Климент Ворошилов. Вокзал является великолепным образцом южной архитектуры, органично вписанной в окружающий ландшафт. Комплекс вокзала состоит из трёх частей: главного и служебного корпусов, и башни с часами. Части вокзала органично связаны системой арок и галерей. Здание имеет много общих черт с зданием железнодорожного вокзала станции Сочи, также спроектированного А. Н. Душкиным.

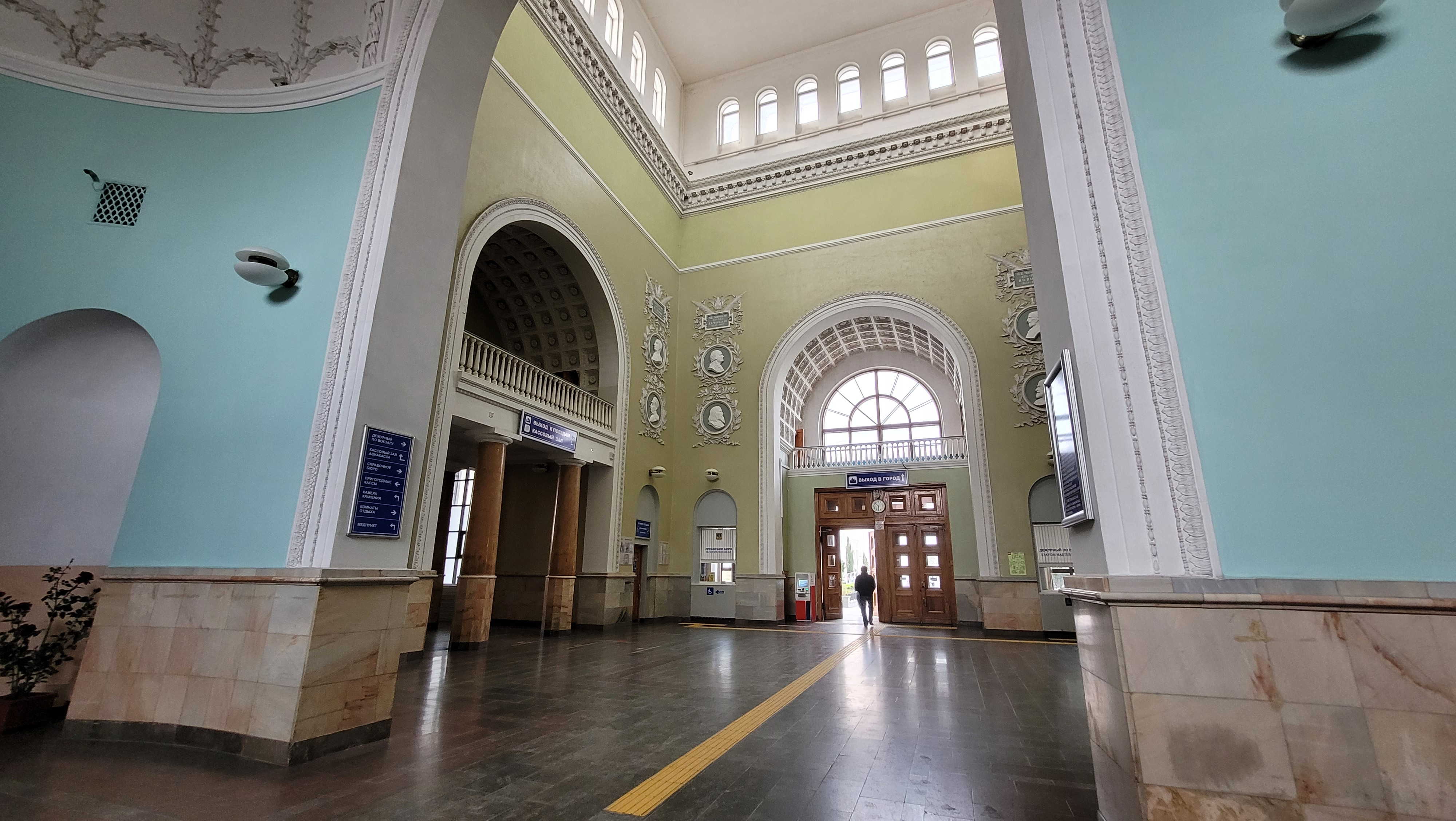
Интерьер одного из залов

### Башня с часами

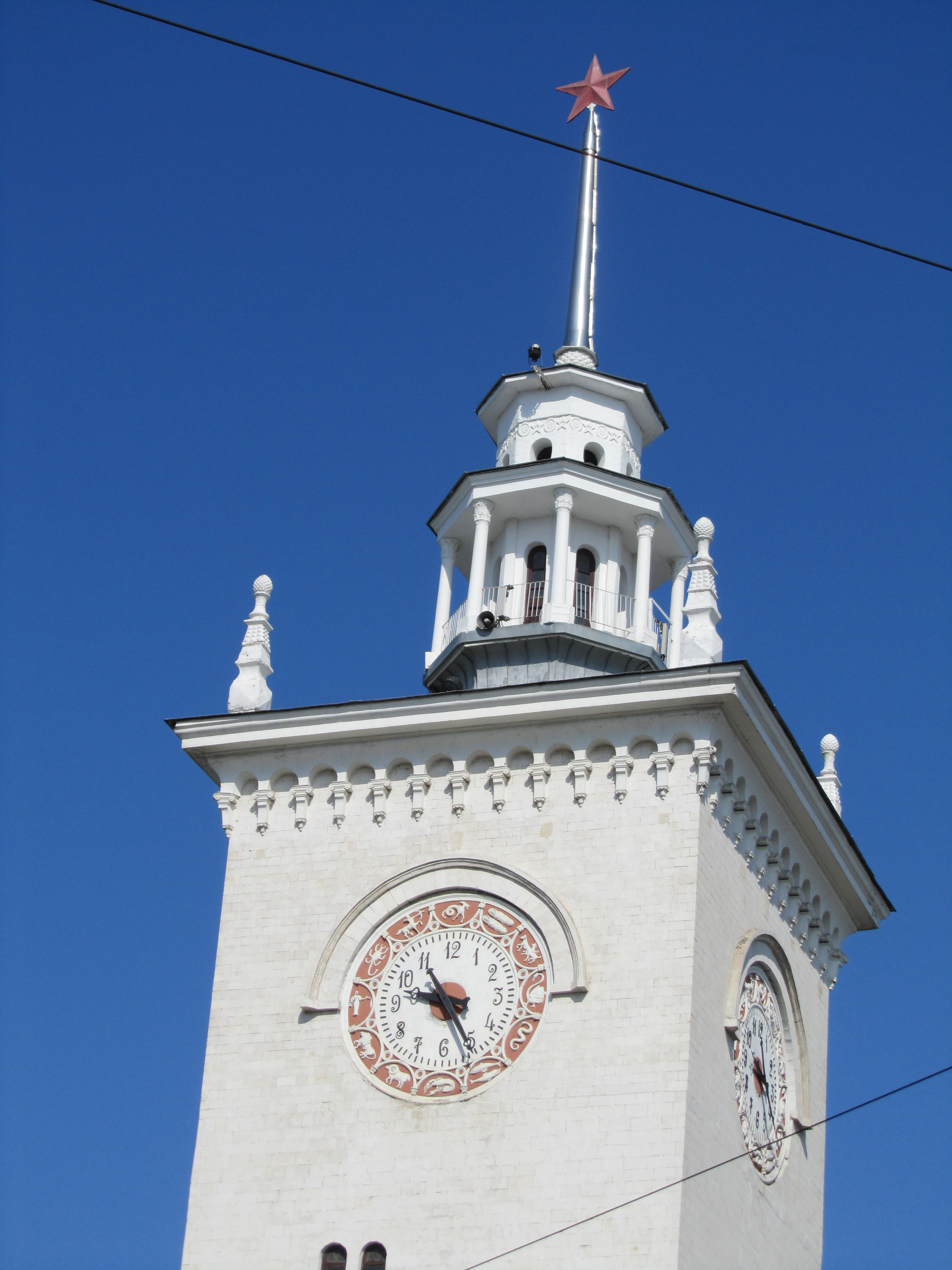
Башня вокзала

Вокзальная башня имеет высоту 42 метра и является архитектурной доминантой всей окружающей местности. Башня замыкает перспективу бульвара имени Ленина. С каждой стороны башни находятся циферблаты часов диаметром около трёх метров, у цифр расположены знаки зодиака. Длина минутных стрелок 2 метра, часовых 1,5 метра. Часы изготовлены на Московском часовом заводе в 1951 году. Часовой механизм приводится в движение гирями, по 250 килограммов каждая. Заводятся часы раз в девять дней. В башне находится также резервуар, в который насосы закачивают воду из артезианской скважины, находящейся в этой же башне. На крыше расположена ротонда, над которой возвышается шпиль башни, который венчает пятиконечная звезда.
В конце 2019 года планировались ремонтно-реставрационные работы в ходе которых должен быть усилен шпиль башни и проведён косметический ремонт ротонды второго яруса башни. И произведены реставрационные работы по воссозданию четырёх повреждённых угловых колонн, воссоздание угловых свесов и расчистка фасада башни. Работы планировалось завершить к началу движения поездов по Крымскому мосту. Но работы были выполнены частично — демонтированные в ходе этих работ угловые колонны не восстановлены.

## Пассажирское движение

### Дальнее следование
23 декабря 2019 года возобновлён пассажирский железнодорожный маршрут, связывающий Крым с материковой Россией и пролегающий теперь по Крымскому мосту. Первый поезд из Санкт-Петербурга прибыл в Таврическую губернию в июне 1875 года. В 2021 году перевозки по маршруту осуществляет частная транспортная компания «Гранд Сервис Экспресс» собственным подвижным составом. По состоянию на 25 марта 2021 года станция Симферополь принимает и обрабатывает ежедневно не менее 3-4 пар поездов дальнего следования.

### Пригородное сообщение
Перевозку пассажиров в Крыму и на межрегиональных пригородных маршрутах с 2019 года осуществляет «Южная пригородная пассажирская компания» (ЮППК) собственным подвижным составом.

### Основные направления
| Страна | Пункт назначения |
| ------ | --- |
| Россия | Волгоград, Кисловодск, Москва, Мурманск, Омск, Пермь, Смоленск, Санкт-Петербург, Севастополь, Евпатория, Джанкой, Феодосия, Солёное Озеро |

### Перевозчики и расписание
| Перевозчик                              | Дистанция                               | Расписание            |
| --------------------------------------- | --------------------------------------- | --------------------- |
| АО ТК «Гранд Сервис Экспресс»           | Дальнее следование                      | Гранд Сервис Экспресс |
| Южная пригородная пассажирская компания | Межрегиональное и пригородное сообщение | ЮППК                  |

## Коммерческие операции, выполняемые на станции
- Продажа билетов на все пассажирские поезда. Приём и выдача багажа.
- Приём и выдача грузов повагонными и мелкими отправками, загружаемых целыми вагонами, только на подъездных путях и местах необщего пользования[12].

## Галерея

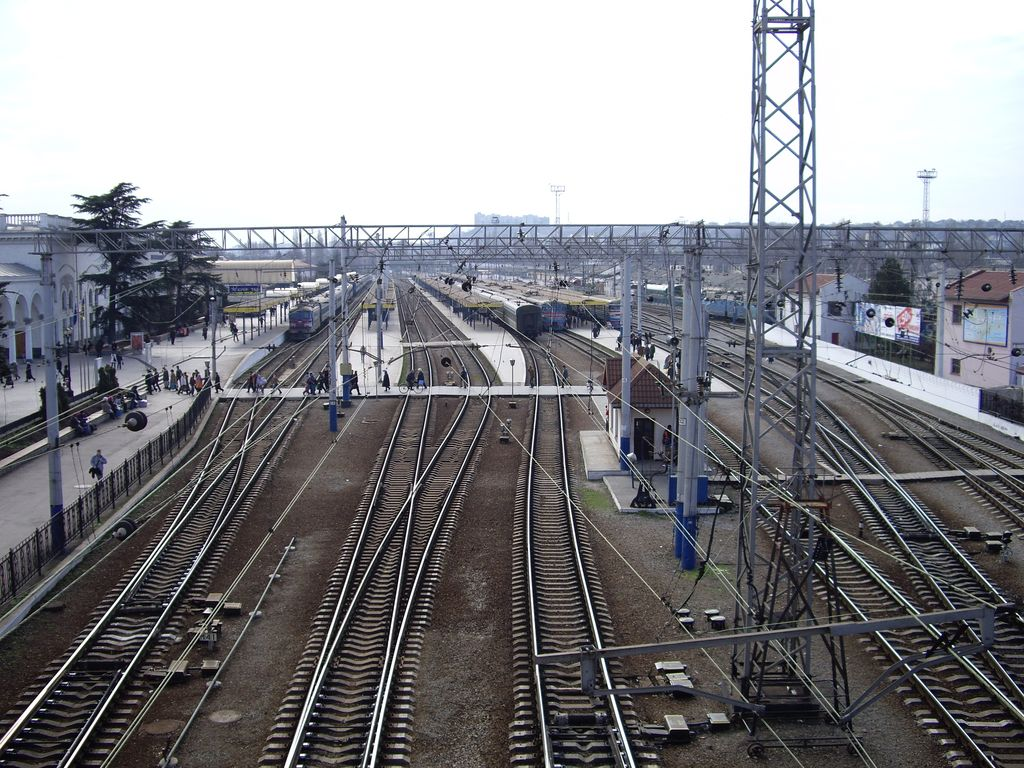
Пассажирский парк станции
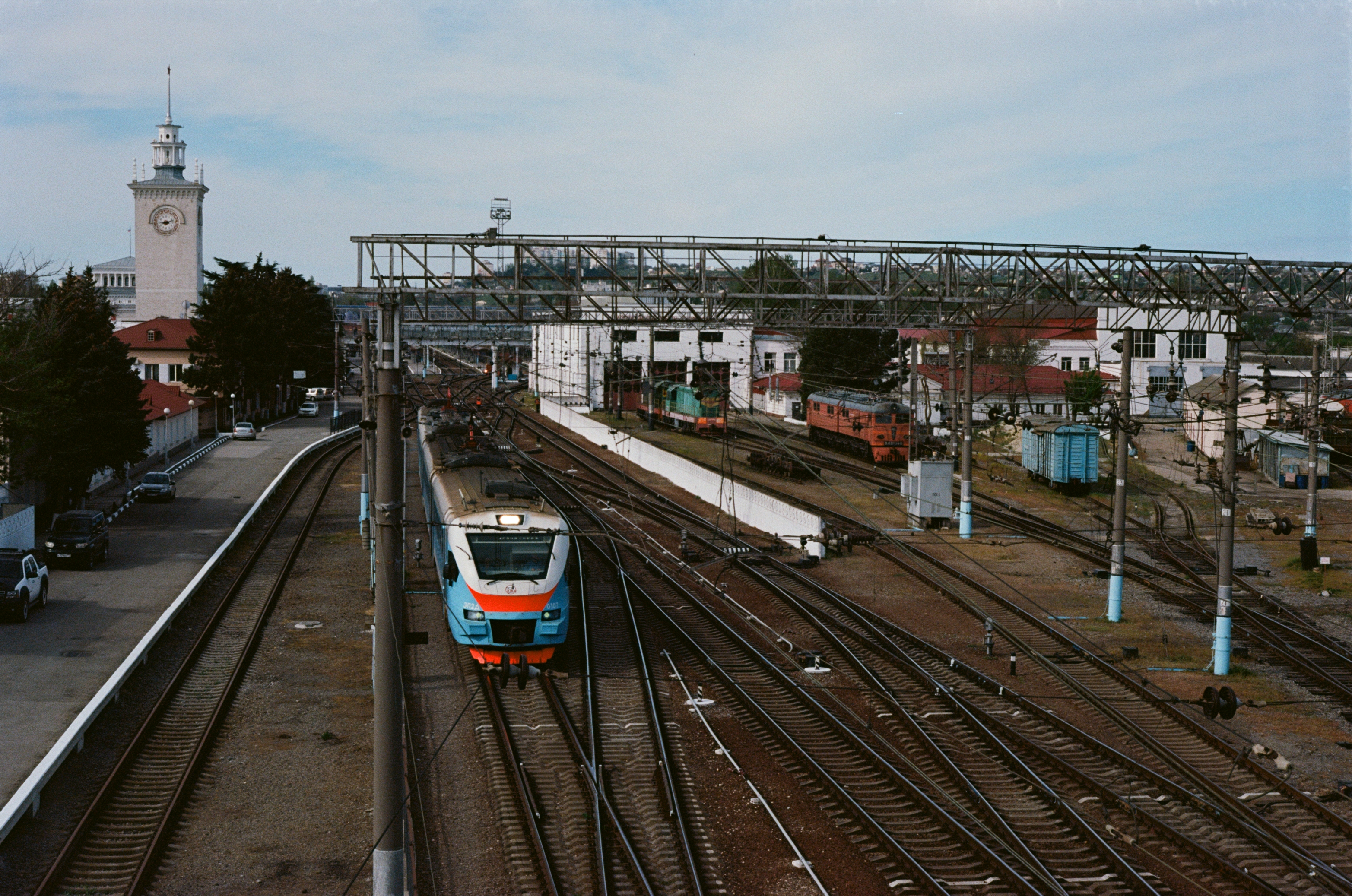
Депо станции
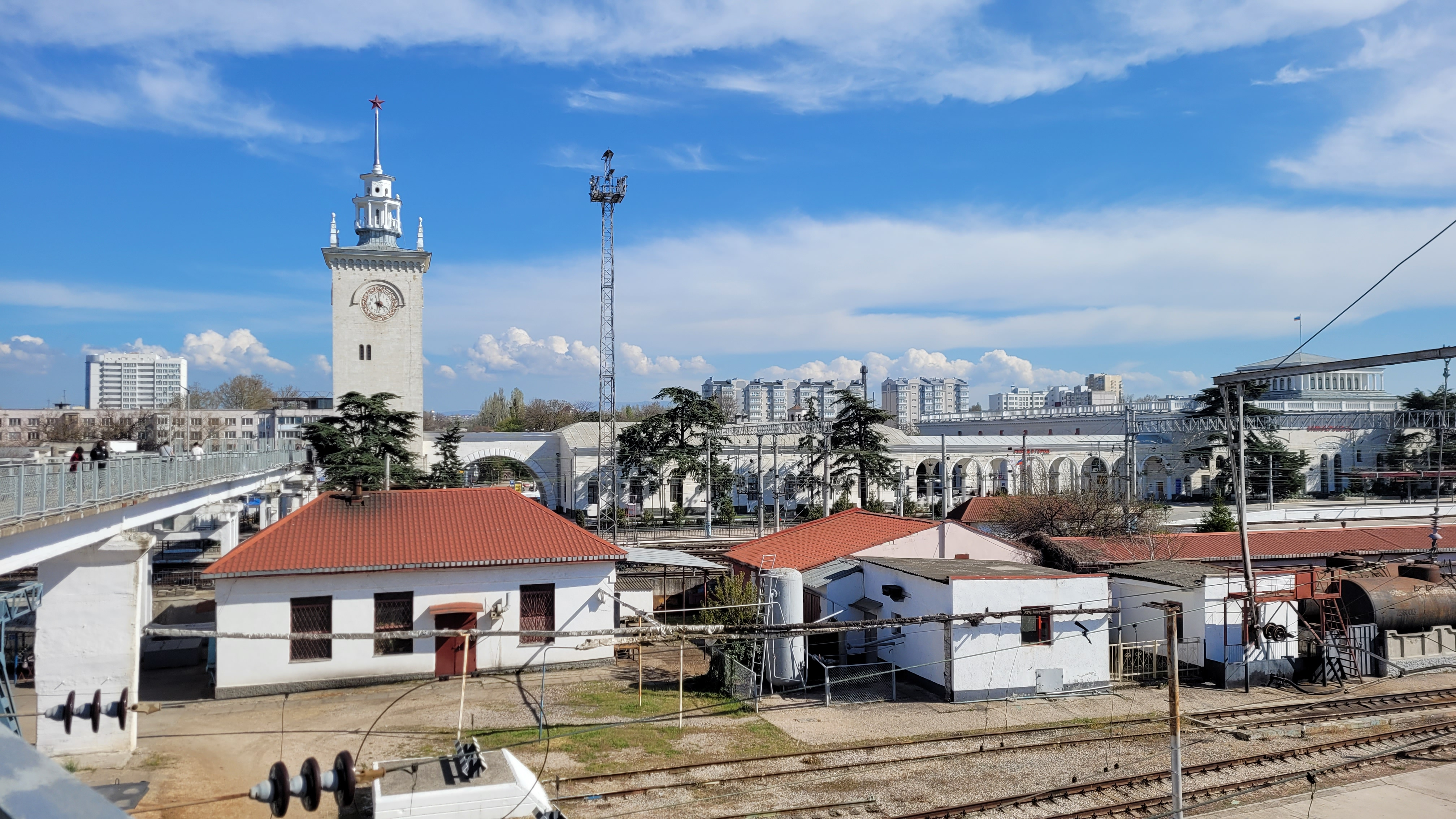
Служебные здания и вокзал станции
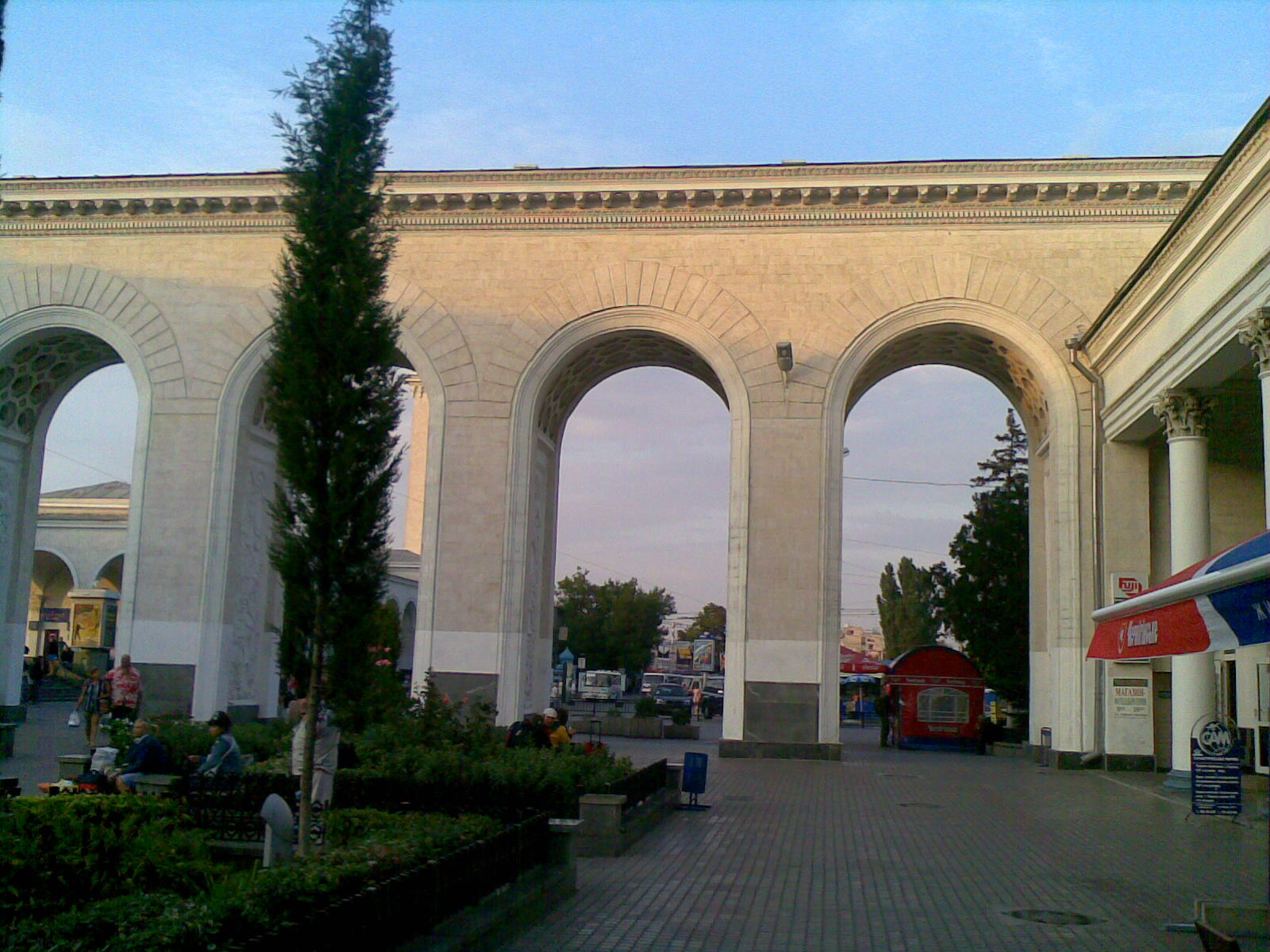
В итальянском дворике вокзала
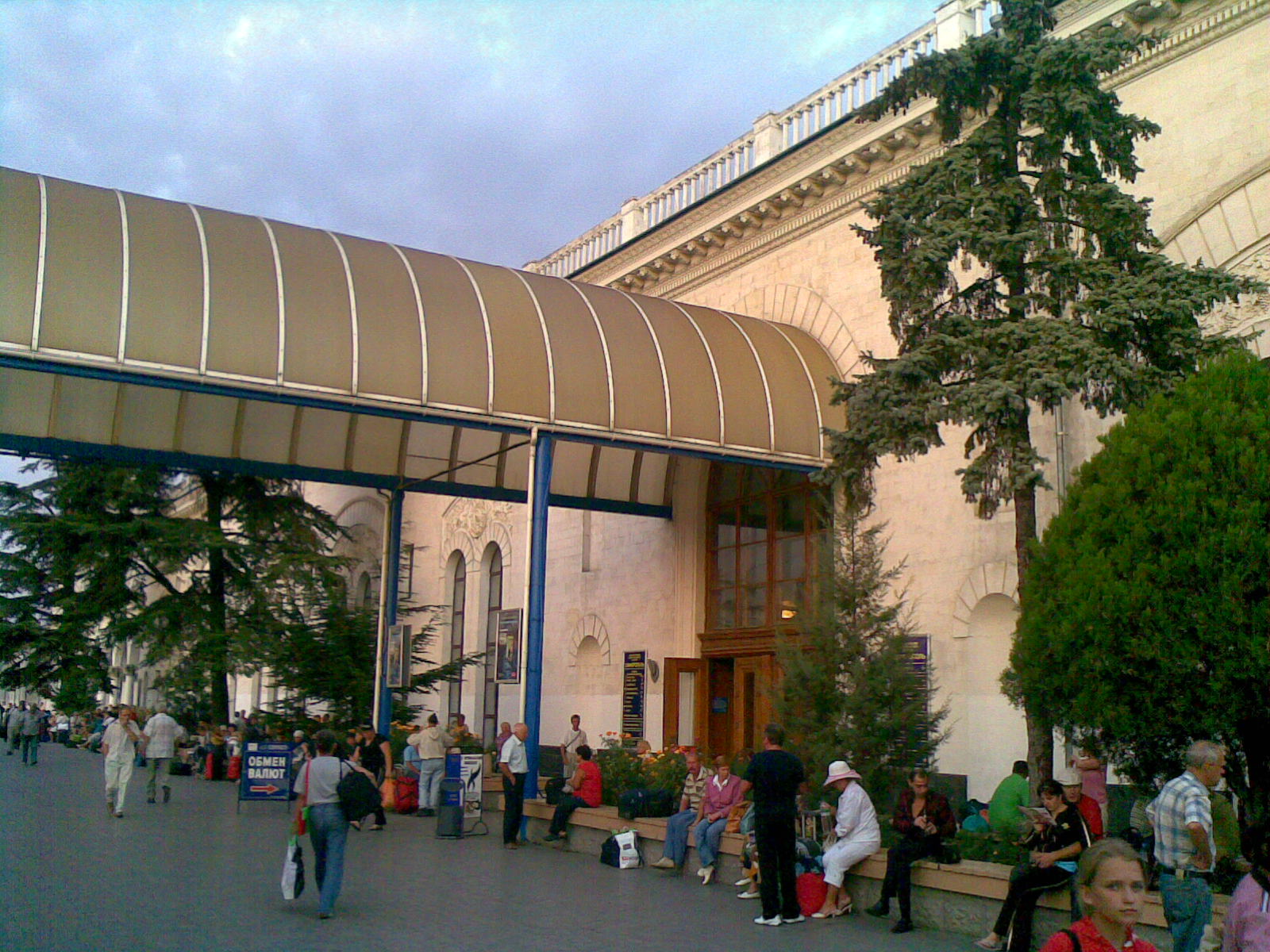
Выход на первую платформу из вокзала
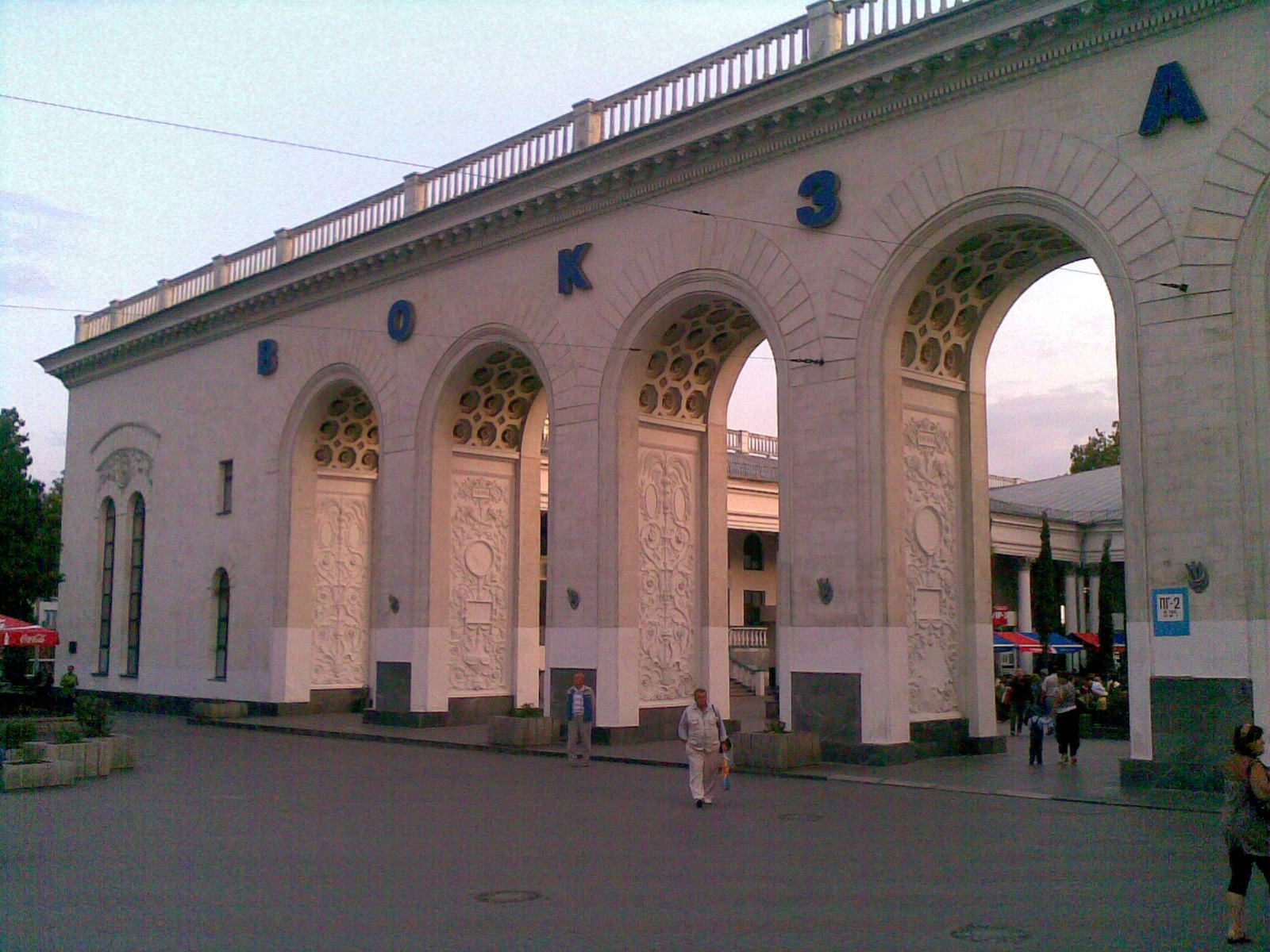
Арки вокзала
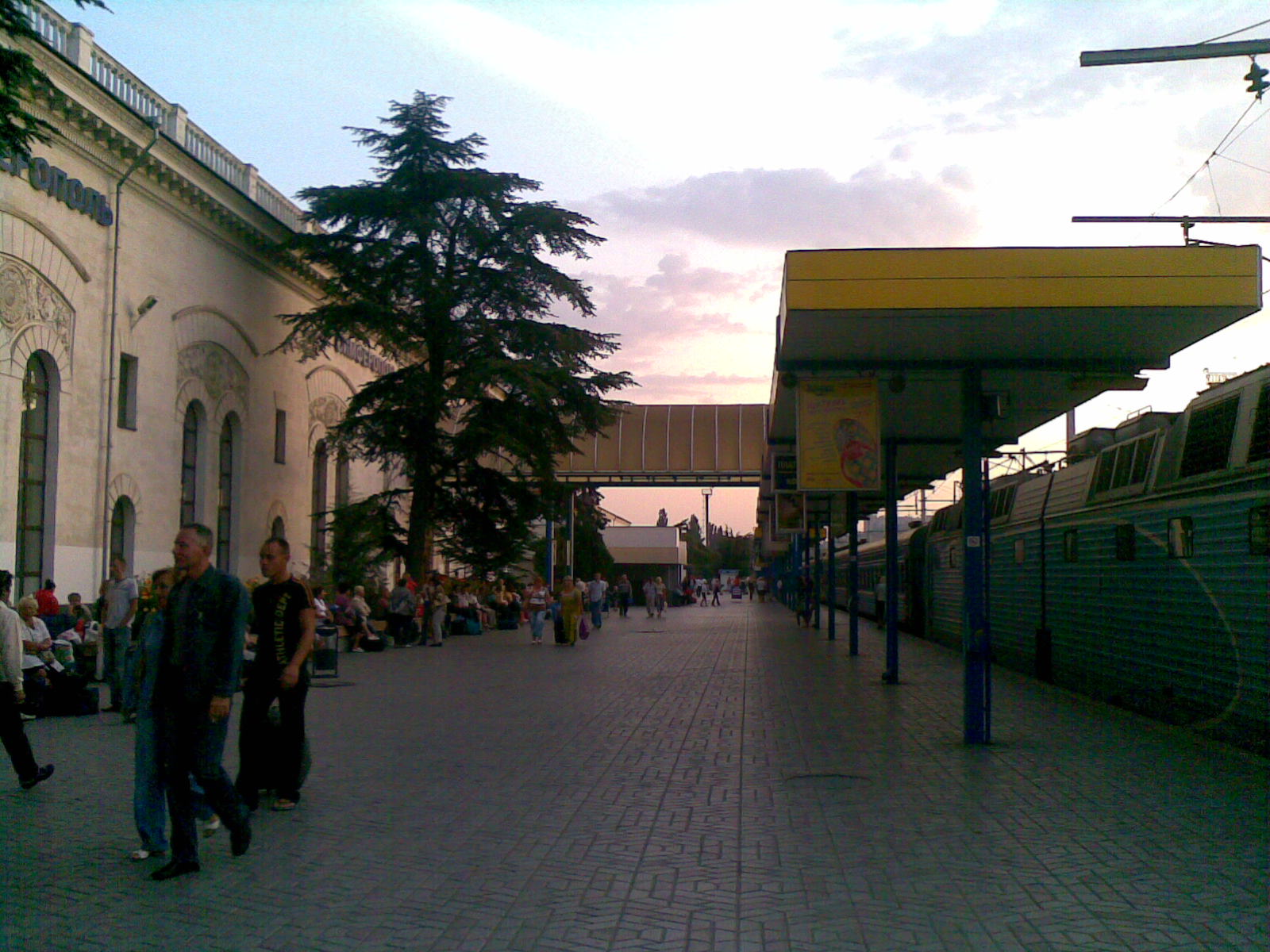
Вокзал. Первая платформа
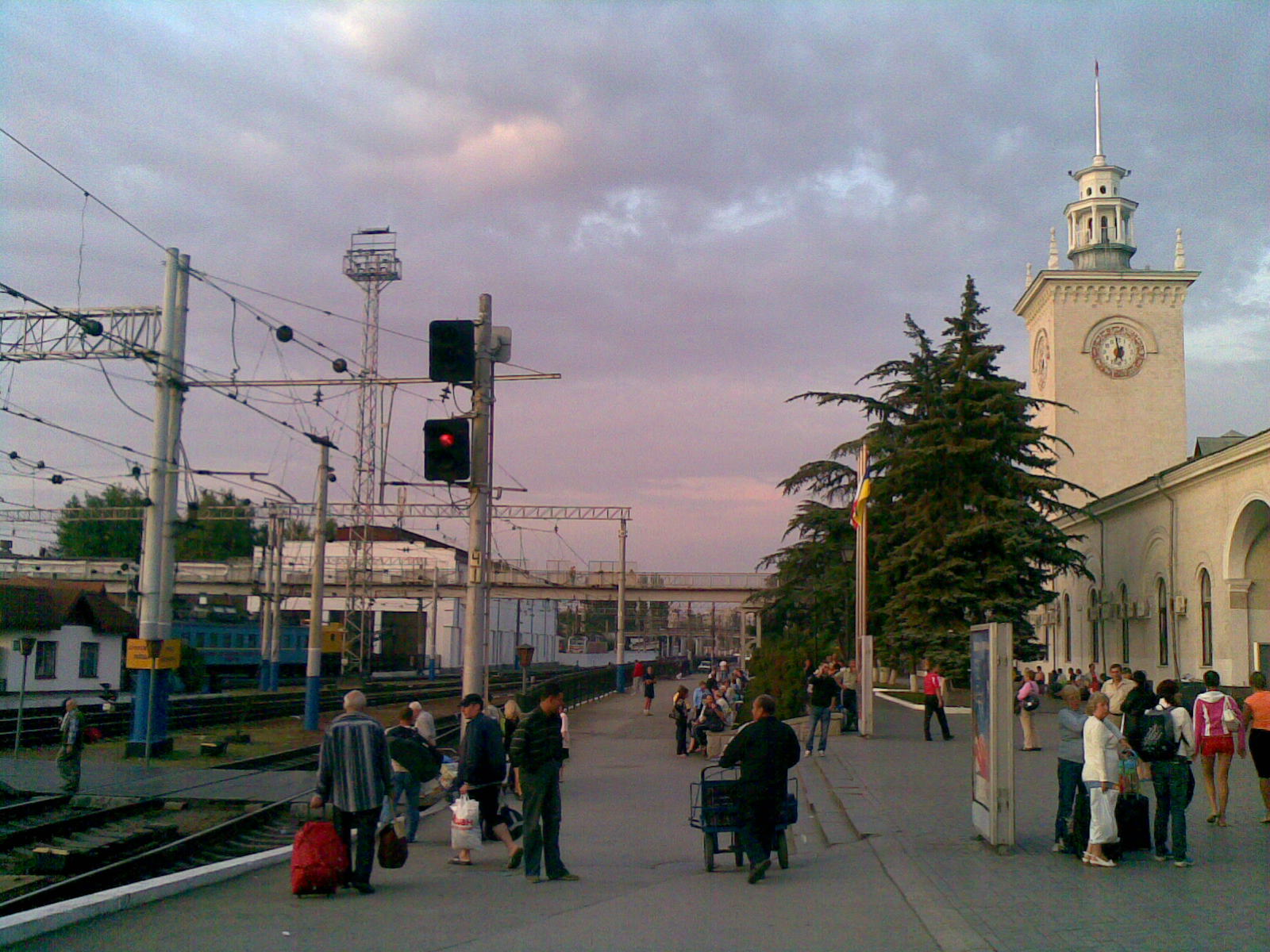
Вид в сторону северной горловины. Часовая башня вокзала, пешеходный мост

## Комментарии
1. ↑  в 2007 году здание, на правом берегу Салгира, было снесено строительной фирмой «Консоль»
2. ↑  современный завод С. М. Кирова, на левом берегу Салгира

## Внешние медиафайлы
- Станция Симферополь и железнодорожный вокзал. 2018 на YouTube